# Ruša Bojc
Ruša Bojc, slovenska filmska in gledališka igralka, * 22. junij 1911, Ljubljana, † 12. januar 1981, Ljubljana.

## Življenje in delo
Pred 2. svetovno vojno je nastopala na slovenskem amaterskem odru v Beogradu, ob začetku fašistične okupacije pa v Veselem teatru v Ljubljani. V letih 1945−1952 je bila članica ansambla ljubljanske Drame ter od 1952 do upokojitve 1965
Mestnega gledališča ljubljanskega. Popularnost si je pridobila s komedijskimi liki, posebno v igrah domačih avtorjev. Med drugimi je bila Županja (Ivan Cankar, Pohujšanje v dolini šentflorjanski), Tarbula (Slavko Grum, Dogodek v mestu Gogi), Komposorica (Anton Leskovec, Dva bregova), Rošlinka (Cvetko Golar, Vdova Rošlinka) in drugih odrskih delih. Veliko je sodelovala pri filmih, npr.: Pehta (Jože Gale, Srečno, Kekec) in televiziji; posebno priljubljena pa je bila njena klepetavo zajedliva Špela v radijskih oddajah.